# Mihai Cabel
Ziarist de profesie, actualmente redactor la Televiziunea Română, Mihai Cabel rămâne cunoscut în primul rând drept vocea inconfundabilă din spatele tuturor desenelor animate dublate la TVR în anii de după Revoluție.

## Desene animate dublate
TVR 1:
- Pasărea de foc spațială(1990)
- Hugo, Hipopotamul (1990)
- Snorky(1990)
- Sport Billy (1990)
- Țestoasele Ninja (1990)
- Denver, ultimul dinozaur (1990)
- Ratonii (1990)
- Jabberjaw (1990)
- Sandy Bell (februarie-aprilie 1991)
- Ștrumfii (aprilie-mai 1991)
- Mighty Mouse (mai-iunie 1991)
- Aventurierii spațiului (iunie-septembrie 1991)
- Blackstar(octombrie 1991)
- Saber Rider (octombrie-noiembrie 1991)
- Ordy(noiembrie 1991)
- Piatra Viselor (1991-1992) - Sâmbăta, în cadrul emisiunii Tele-Club
- Alice în țara minunilor (februarie-aprilie 1992)
- Michel Vaillant (aprilie 1992)
- Călărețul Singuratic (1992)
- Cupido (1992) - Sâmbăta, în cadrul emisiunii Tele-Club
- Captain Planet (1992)
- Macron 1(1992)
- Captain Planet(1992)
- Vrăjitorul din Oz (1993)
- Nils Holgersson (1993)
- Pinocchio (1993)
- Perrine (1993)
- Pirații apei negre (1993-1994)
- Cro (februarie - martie 1994)
- Candy Candy (martie - noiembrie 1994)
- Legenda Lui Zorro (noiembrie 1994 - ianuarie 1995)
- Cartea Junglei (iunie-iulie 1995)
- Apărătorii Pământului (iulie-noiembrie1995)
- Grand Prix (noiembrie 1995 - martie 1996)
- Aventurile șerifilor galactici (1996)
- Toucan Tecs (1996)
- Jet Mars (iulie-august 1996)
- Cro(septembrie 1996)
- Pirații apei negre(octombrie 1996)
- Grendizer (noiembrie 1996 - aprilie1997)
- Bugs Bunny (aprilie 1997)
- Judo Boy (mai 1997)
- Legenda Albei-ca-zăpada (1997)
- Sailor Moon (1997-1998) - Luni-Joi, Duminica (Video-Magazin)
- Batman (1997) - Vineri, Ora Warner
- Animaniacs (1997-1999) - Vineri, Ora Warner
- Looney Tunes/Merrie Melodies (1997-1999) - Vineri, Ora Warner
- Simba, regele leu (1998) - Marți-Joi
- Colț Alb (1997-1998) - Duminică
- Omer și fiul stelei (1998-1999) - Luni
- Micuța Memole (1998-1999) - Marți-Joi
- Cenușăreasa (1998-1999) - Duminica, Kiki Riki Miki
- Tin Tin (1999)
- Pow-Wow (1999) - Duminica, Kiki Riki Miki
- Sherlock Holmes în secolul 21 (2000-2001)
- Ciocănitoarea Woody (2000-2002)

TVR 2:
- Snorky (1990)
- Heidi (1990)
- Sinbad (1991)
- Lydia în jurul lumii (1991)
- Ordy(1991)
- Gargantua(1993-1994)
- Voltron (1994)
- Dragonball (1998-2001)
- Dennis și cățelul Scârț (1999)
- Omer și fiul stelei (1999)
- Patru Surori (1999)
- Quasimodo (1999)
- Globul dragonului (2000)
- Mizerabilii (2000)
- Lady Lady (2000)
- Țara din plastilină(2000)
- Sally Vrăjitoarea (2001)
- Marsupilami (2001)
- Rățoiul cel urât (2001)

TVR Cultural:
- Belphegor (2003)
- Kitou (2003)
- Poveștile acvatice ale lui Jacques Yves Cousteau (2004)
- Pippi Longstocking (2005)